# Life is Elsewhere
Life is Elsewhere je druhé studiové album britské indie rockové skupiny Little Comets. Album vyšlo dne 15. října 2012. Obsahuje tři skladby, které se již objevily na předcházejícím EP: "Worry", "Jennifer" a "A Little Opus".

## Seznam skladeb
Všechny skladby napsal(i) Little Comets. 
| Pořadí         | Název                                       | Délka |
| -------------- | ------------------------------------------- | ----- |
| 1.             | A Little Opus                               | 3:47  |
| 2.             | Tense / Empty                               | 3:40  |
| 3.             | Jennifer                                    | 2:42  |
| 4.             | Bayonne                                     | 3:18  |
| 5.             | Waiting in the Shadows in the Dead of Night | 3:20  |
| 6.             | Violence Out Tonight                        | 4:47  |
| 7.             | The Western Boy                             | 3:42  |
| 8.             | Worry                                       | 3:03  |
| 9.             | Semaphores On the Lawn                      | 3:12  |
| 10.            | W - O - E                                   | 3:06  |
| 11.            | Woman Woman                                 | 4:02  |
| 12.            | In Blue Music We Trust                      | 4:30  |
| Celková délka: | Celková délka:                              | 43:09 |

## Obsazení
- Robert Coles - Zpěv & kytara
- Michael Coles - Hlavní kytara
- Matthew 'the cat' Hall - Basová kytara
- Greenie - Bubny